# Love Don't Cost a Thing (chanson)
Singles de Jennifer Lopez
Let's Get Loud
(2000) Play
(2001)
Love Don't Cost a Thing est une chanson de l'artiste américaine Jennifer Lopez issue de son second album studio J.Lo. Elle sort en single le 10 janvier 2001 sous le label Epic Records.

## Performance dans les hits-parades
| Classement (2001)                       | Meilleure position |
| --------------------------------------- | ------------------ |
| Allemagne (Media Control AG)            | 6                  |
| Australie (ARIA)                        | 4                  |
| Autriche (Ö3 Austria Top 40)            | 11                 |
| Belgique (Flandre Ultratop 50 Singles)  | 7                  |
| Belgique (Wallonie Ultratop 50 Singles) | 2                  |
| Canada (RPM)                            | 1                  |
| Danemark (Tracklisten)                  | 4                  |
| Espagne (Promusicae)                    | 1                  |
| Europe (European Hot 100 Singles)       | 2                  |
| Finlande (Suomen virallinen lista)      | 1                  |
| France (SNEP)                           | 5                  |
| Irlande (IRMA)                          | 4                  |
| Italie (FIMI)                           | 1                  |
| Norvège (VG-lista)                      | 3                  |
| Nouvelle-Zélande (RMNZ)                 | 1                  |
| Pays-Bas (Nederlandse Top 40)           | 1                  |
| Royaume-Uni (UK Singles Chart)          | 1                  |
| Royaume-Uni (UK R&B Chart)              | 1                  |
| Suède (Sverigetopplistan)               | 3                  |
| Suisse (Schweizer Hitparade)            | 2                  |
| États-Unis (Hot 100)                    | 3                  |
| États-Unis (R&B/Hip-Hop Songs)          | 40                 |
| États-Unis (Pop Airplay)                | 1                  |
| États-Unis (Dance Club Songs)           | 9                  |

| Pays (2001)         | Position |
| ------------------- | -------- |
| Allemagne           | 62       |
| Australie           | 61       |
| Belgique (Flandre)  | 73       |
| Belgique (Wallonie) | 32       |
| France              | 62       |
| Italie              | 27       |
| Pays-Bas            | 28       |
| Suède               | 73       |
| Suisse              | 25       |
| États-Unis          | 26       |

| Pays        | Certification |
| ----------- | ------------- |
| Australie   | Platine       |
| Royaume-Uni | Argent        |
| Suisse      | Or            |

## Clip vidéo

### Développement et réception
Le clip vidéo de « Love Don't Cost a Thing » a été tourné du 10 au 11 novembre 2000 à Miami, en Floride, avec des reprises le 20 novembre à Malibu, en Californie, à la suite de sa blessure à la cheville droite le premier jour. Il a été réalisé par Paul Hunter, un collaborateur fréquent de Lopez,, et chorégraphié par l'acteur et danseur Darrin Dewitt Henson. Le 4 décembre 2000, le making of de la vidéo a été présenté sur MTV's Making the Video. La vidéo est célèbre pour avoir présenté Cris Judd comme danseur de fond. Quelques mois après le clip, il deviendrait son deuxième mari,. Le couple se serait rapproché l'un de l'autre pendant le tournage du clip, provoquant des spéculations médiatiques à la suite de sa séparation très médiatisée d'avec Sean Combs,.
Français Après sa sortie, le clip est devenu un succès immédiat sur « Total Request Live » de MTV, qui diffuse des clips vidéo populaires ; il est devenu à un moment donné le clip vidéo le plus demandé de la série. Tout au long de l'année 2001, le clip vidéo de « Love Don't Cost a Thing » est devenu l'un des clips les plus regardés sur les chaînes de programmation de clips vidéo MTV, BET et VH1. En plus de cela, le clip de "Love Don't Cost a Thing" a reçu deux nominations aux MTV Video Music Awards 2001 : "Meilleure vidéo féminine" et "Meilleure vidéo de danse". Aux ALMA Awards de 2002, le clip a été nommé pour le ALMA People's Choice Award du meilleur clip vidéo. John Mitchell de MTV News a noté que la vidéo continuait la « tendance » de Lopez à « afficher ses hommes dans des vidéos ». Le clip a été inclus dans le extended play/DVD de Lopez, The Reel Me (2003), ainsi que dans ses plus grands succès, Dance Encore... les succès (2012).

### Synopsis
Le clip commence avec Lopez séjournant dans la maison de son petit ami Reich. Il l'appelle pour lui dire qu'il ne peut pas venir à leur rendez-vous, mais lui a laissé un autre bracelet en or. Frustrée par les bijoux, elle raccroche avec colère et s'en va. Elle monte dans sa décapotable Aston Martin et s'engage sur l'autoroute. En conduisant, elle jette un sac à main en or en l'air. Lopez s'arrête sur une plage tropicale et commence à enlever ses bijoux coûteux. Puis elle sort la carte postale qu'il lui a donnée ; et une pause dansante apparaît à l'écran, dans laquelle Lopez est soutenue par des danseurs masculins sur une plage tropicale. Lopez déchire la carte postale, court vers la plage, enlève son pantalon et s'ébattre dans l'eau. Finalement, elle enlève son débardeur, le jette dans la caméra et se met à nu pour nager,.